# Ligumia recta
Ligumia recta е вид мида от семейство Unionidae.

## Разпространение
Видът е разпространен в Канада (Квебек, Манитоба, Онтарио и Саскачеван) и САЩ (Айова, Алабама, Арканзас, Вирджиния, Джорджия, Западна Вирджиния, Илинойс, Индиана, Канзас, Кентъки, Луизиана, Минесота, Мисисипи, Мисури, Мичиган, Небраска, Ню Йорк, Оклахома, Охайо, Пенсилвания, Северна Дакота, Северна Каролина, Тенеси, Уисконсин, Флорида, Южна Дакота и Южна Каролина).